# Досымжанов, Байгали Досымжанович
Байгали́ Досымжа́нович Досымжа́нов (20 января 1920 — 9 июля 1998) — казахский советский оперный певец, театральный режиссёр, музыкальный педагог. Лауреат Сталинской премии второй степени (1949). Народный артист Казахской ССР (1954). Член КПСС с 1957 года.

## Биография
Родился 20 января 1920 года в Семипалатинске (ныне Семей, Казахстан).
Пению обучался в Алма-Атинском музыкальном училище под руководством Е. В. Иванова. В 1939—1941 годах учился в МГК имени П. И. Чайковского (класс Е. Ф. Петренко). В 1947 году окончил Алма-Атинскую консерваторию (класс А. М. Курганова).
С 1944 года — солист КазГАТОБ имени Абая. Певец с выразительным, мягким голосом широкого диапазона. Популяризатор казахских народных песен и песен народных композиторов. Выступал как концертный певец. Гастролировал за рубежом (ГДР, ЧССР, ПНР, Вьетнам, Канада).
С 1960 года также занимался режиссёрской деятельностью. С 1964 года и до конца жизни — главный режиссёр КазГАТОБ имени Абая (в 1965—1967 годах художественный руководитель).
С 1972 года заведующий кафедрой оперной подготовки Алма-Атинской консерватории (с 1986 года профессор).
Умер 9 июля 1998 года в Алматы.

## Творчество

### Оперные постановки
- 1963 — «Камар-Сулу» Е. Р. Рахмадиева
- «Алтынчач» Н. Г. Жиганова
- «Амангельды» Е. Г. Брусиловского
- «Биржан и Сара» М. Т. Тулебаева (1975)
- «Абай» А. Жубанова и Л. Хамиди (1978)
- «Бал-маскарад» Дж. Верди

### Оперные партии
- «Евгений Онегин» П. И. Чайковского — Ленский
- «Майская ночь» Н. А. Римского-Корсакова — Левко
- «Снегурочка» Н. А. Римского-Корсакова — Берендей
- «Руслан и Людмила» М. И. Глинки — Боян
- «Князь Игорь» А. П. Бородина — Владимир Игоревич
- «Фауст» Ш. Гуно — Фауст
- «Ромео и Джульетта» Ш. Гуно — Ромео
- «Биржан и Сара» М. Т. Тулебаева
- «Абай» А. К. Жубанова и Л. А. Хамиди — Айдар
- «Назугум» К. Х. Кужамьярова — Баки
- «Камар-Сулу» Е. Р. Рахмадиева — Ахмет

## Награды и премии
- Орден Отан (1996)[1]
- Орден Трудового Красного Знамени (3 февраля 1984)
- Орден Трудового Красного Знамени (3 января 1959) — за выдающиеся заслуги в развитии казахского искусства и литературы и в связи с декадой казахского искусства и литературы в гор. Москве
- Народный артист Казахской ССР (1954)
- Сталинская премия второй степени (1949) — за исполнение заглавной партии в оперном спектакле «Биржан и Сара» М. Т. Тулебаева, поставленном на сцене КазГАТОБ имени Абая (1946)[3]